# Velsk
Velsk (en rus Вельск) és una ciutat de l'óblast d'Arkhànguelsk, a Rússia. Es troba a la vora esquerra del riu Vel, a la seva confluència amb el Vaga, a 398 km al sud d'Arkhànguelsk i a 647 km al nord-est de Moscou.
Les primeres mencions sobre Velsk daten del 1137. Després d'haver patit diverses inundacions, Velsk fou traslladada a un indret més elevat al segle xvi. Rebé l'estatus de ciutat el 1780.